# Scrobipalpomima neuquenensis
Scrobipalpomima neuquenensis is een vlinder uit de familie van de tastermotten (Gelechiidae). De wetenschappelijke naam van de soort is voor het eerst geldig gepubliceerd in 1985 door Povolny.